# Das Haus im Ginster
Das Haus im Ginster ist ein Gefühls-Drama des Regisseurs Gottfried Junker, das 1993 veröffentlicht wurde.

## Handlung
Romain (52) ist Professor mit weltweitem Ruf. Auf der Reise in sein Ferienhaus in Südfrankreich begleitet ihn die Tochter seiner Lebensgefährtin, Sara. Die junge Frau spricht nicht. Als die beiden spät nachts im titelgebenden „Haus im Ginster“ eintreffen, wird die Lebensgefährtin Romains und Mutter Saras, Andrea, noch erwartet -- vergebens. Die eigenwillige erotische Spannung zwischen den beiden hat noch etwas Zeit, sich zu entfalten. Als sie sich entlädt, kommt es zum Eklat.

## Drehorte
Der Film wurde vor Ort in Südfrankreich gedreht.

## Auszeichnungen
„Das Haus im Ginster“ war 1993 ein deutscher Beitrag auf dem 1. Internationalen Filmfestival von Shanghai. In Deutschland hatte er keine Kinopremiere, er wurde 1994 erstmals im Bayerischen Rundfunk uraufgeführt.